# كهف نيبارا
كهف نيپارا الجيري (باليابانية: 日原鍾乳洞، بالروماجي: Nippara Shōnyūdō)، كهف جيري يقع في منطقة 1052 نيپارا، أوكوتاما [الإنجليزية]، مقاطعة نيشيتاما، طوكيو.

## نظرة عامة
طول الكهف المقدّر يبلغ 1,270 متر (4,170 قدم) وإرتفاعه 134 متر (440 قدم) من القاع إلى السقف، تم تصنيفه معلم طبيعي [الإنجليزية] في طوكيو، قياسه يساوي كهف (ريوكوكودو) المشهور بأنه الأكبر في كانتو، وكان يعتبر في السابق جبل مقدس [الإنجليزية] قبل أن يصبح موقع سياحي.

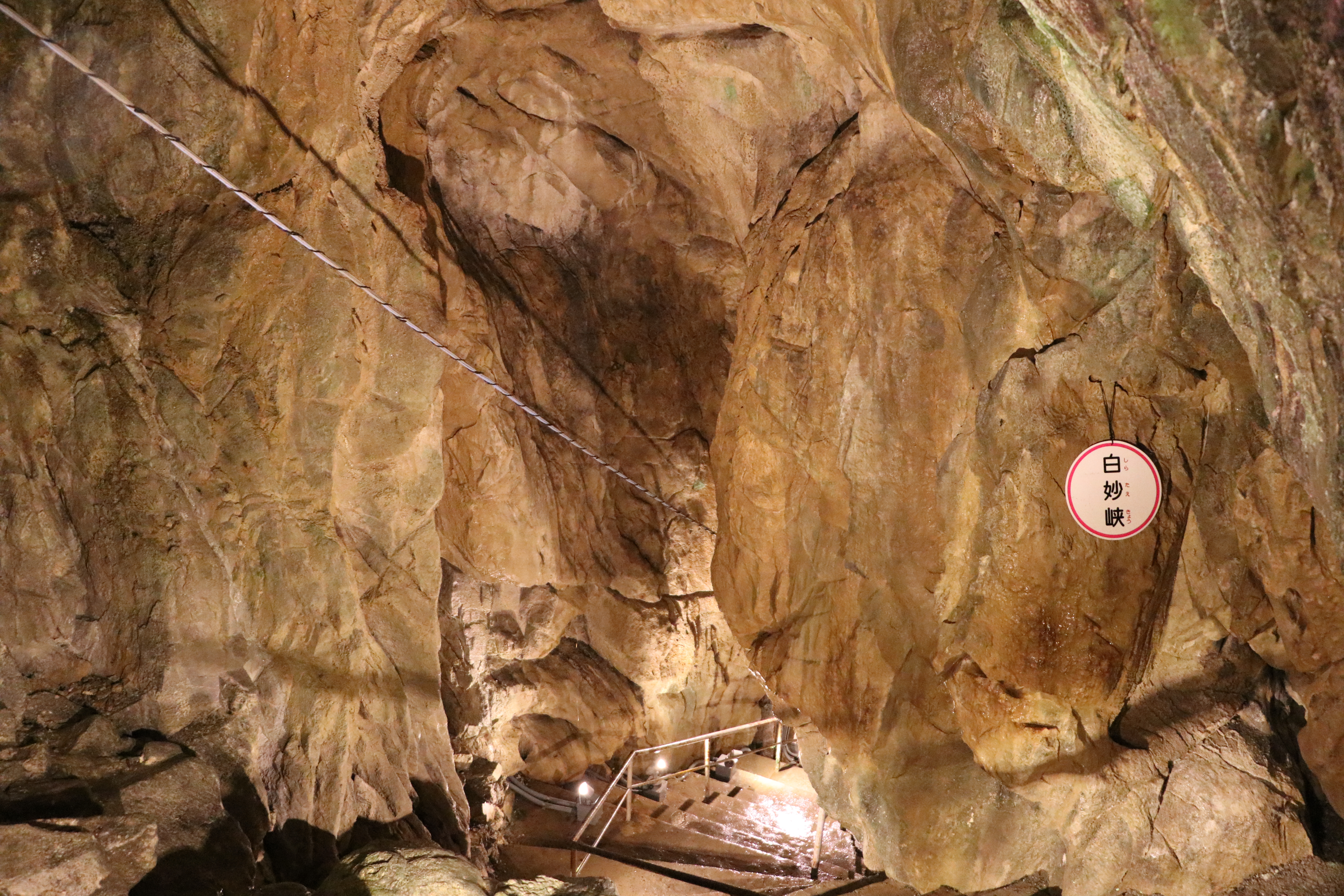
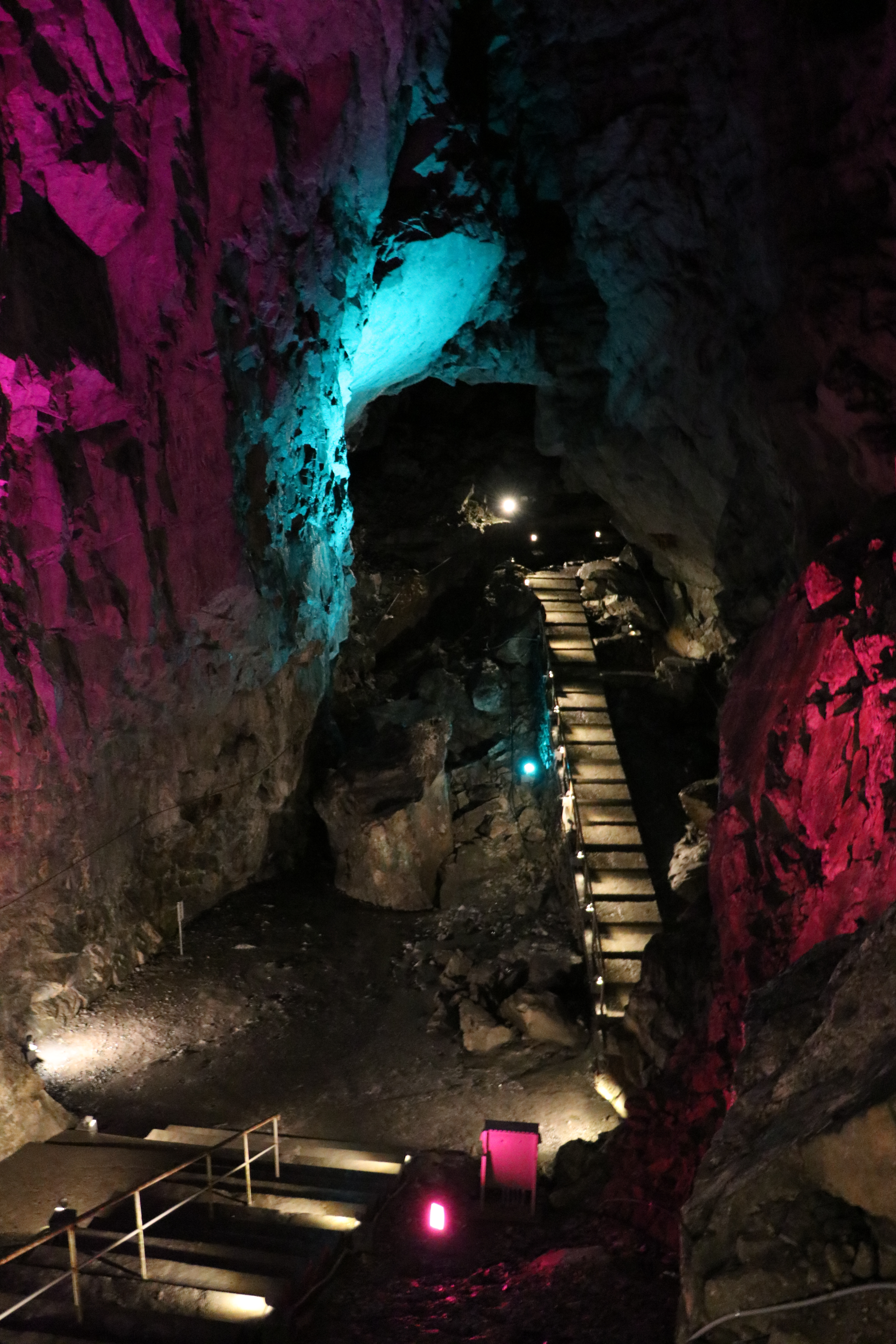
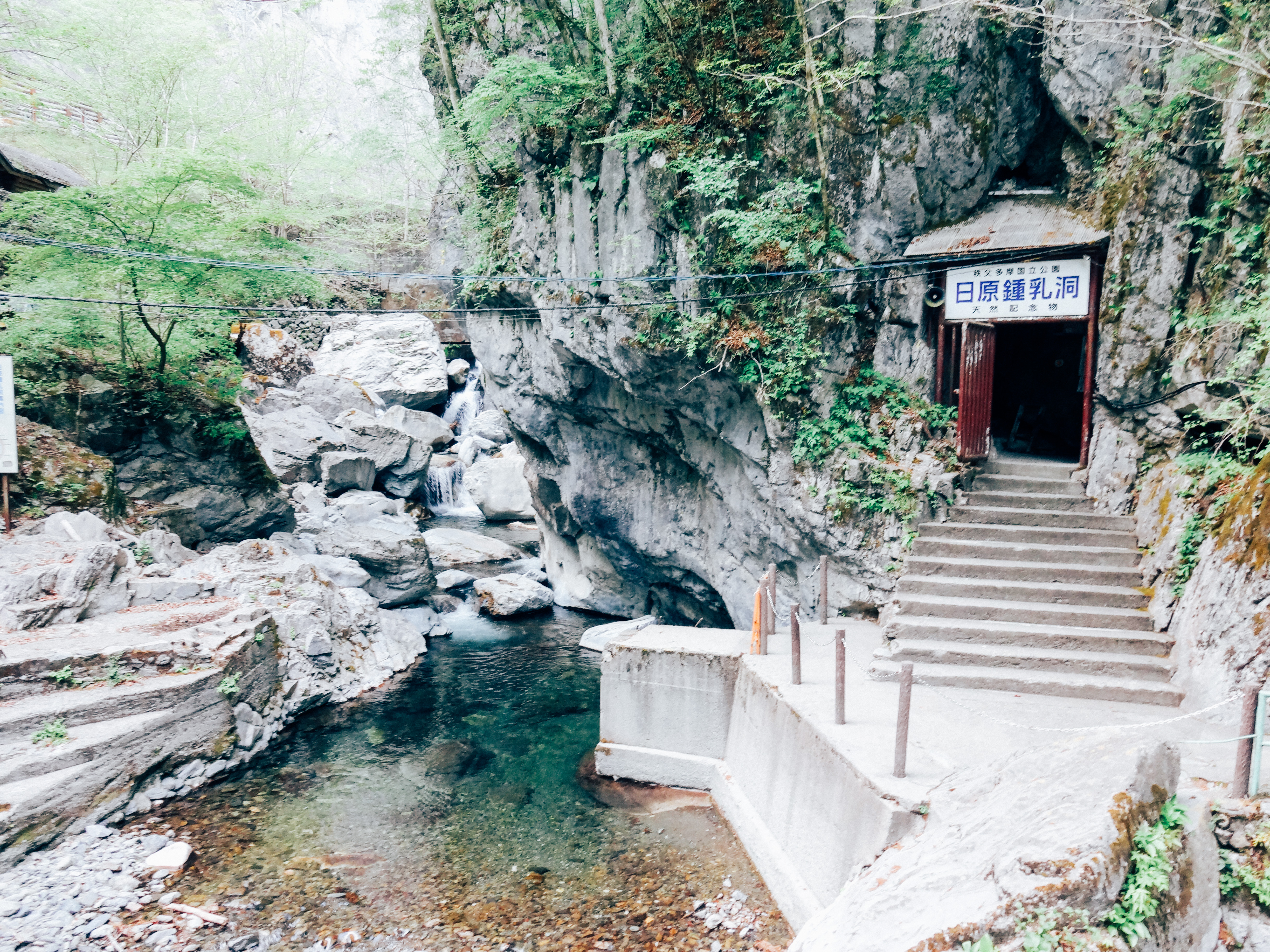
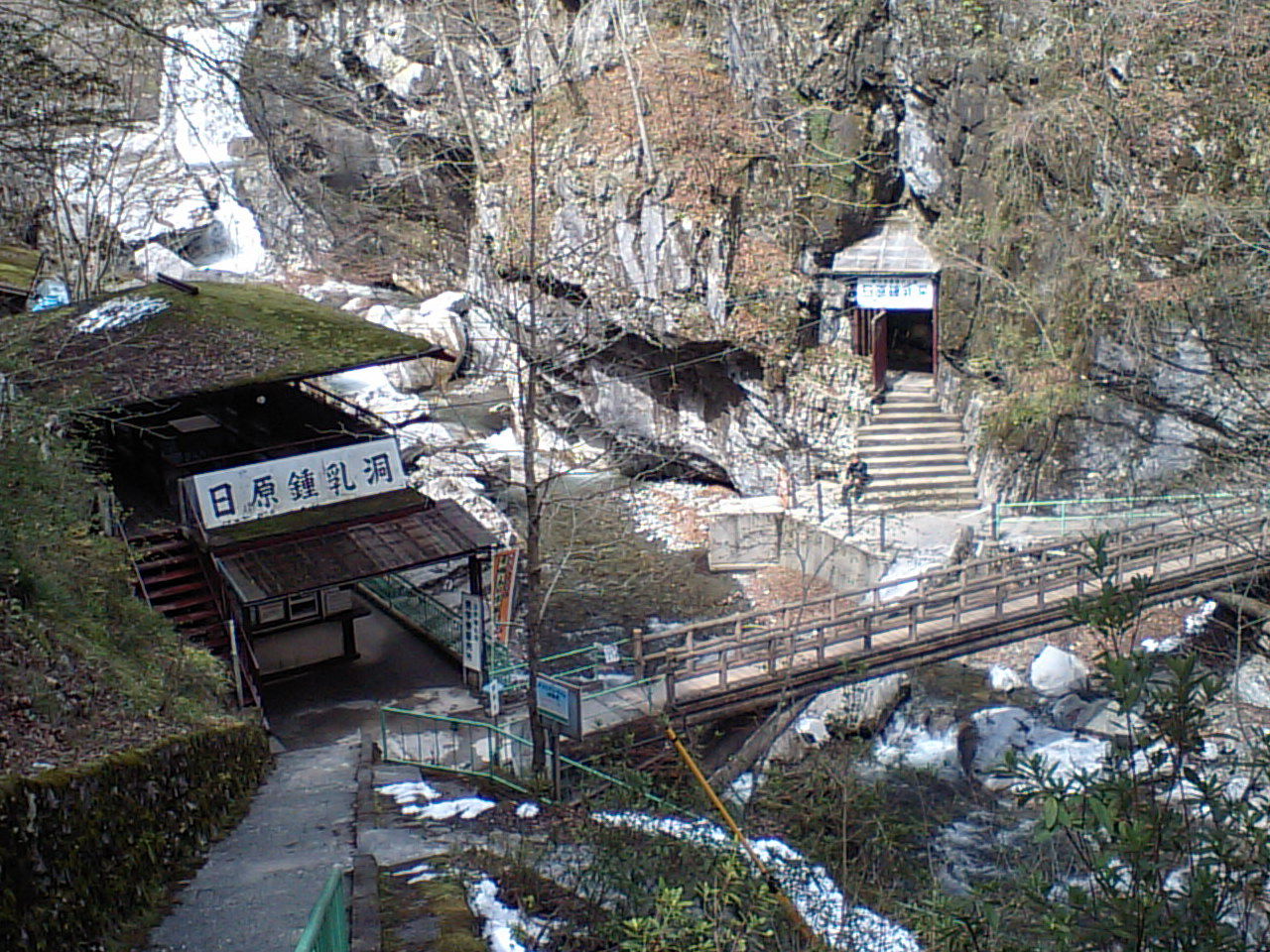
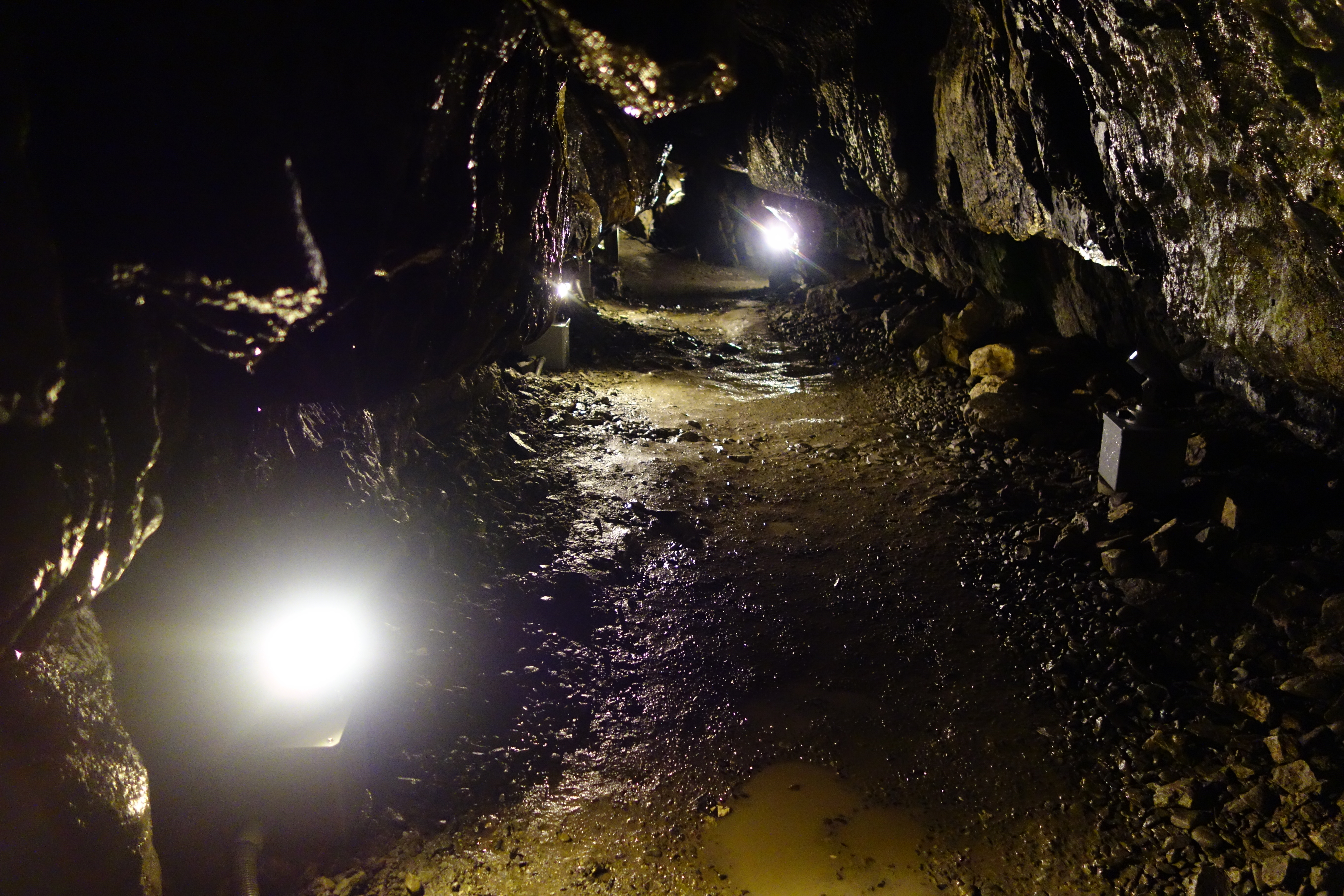
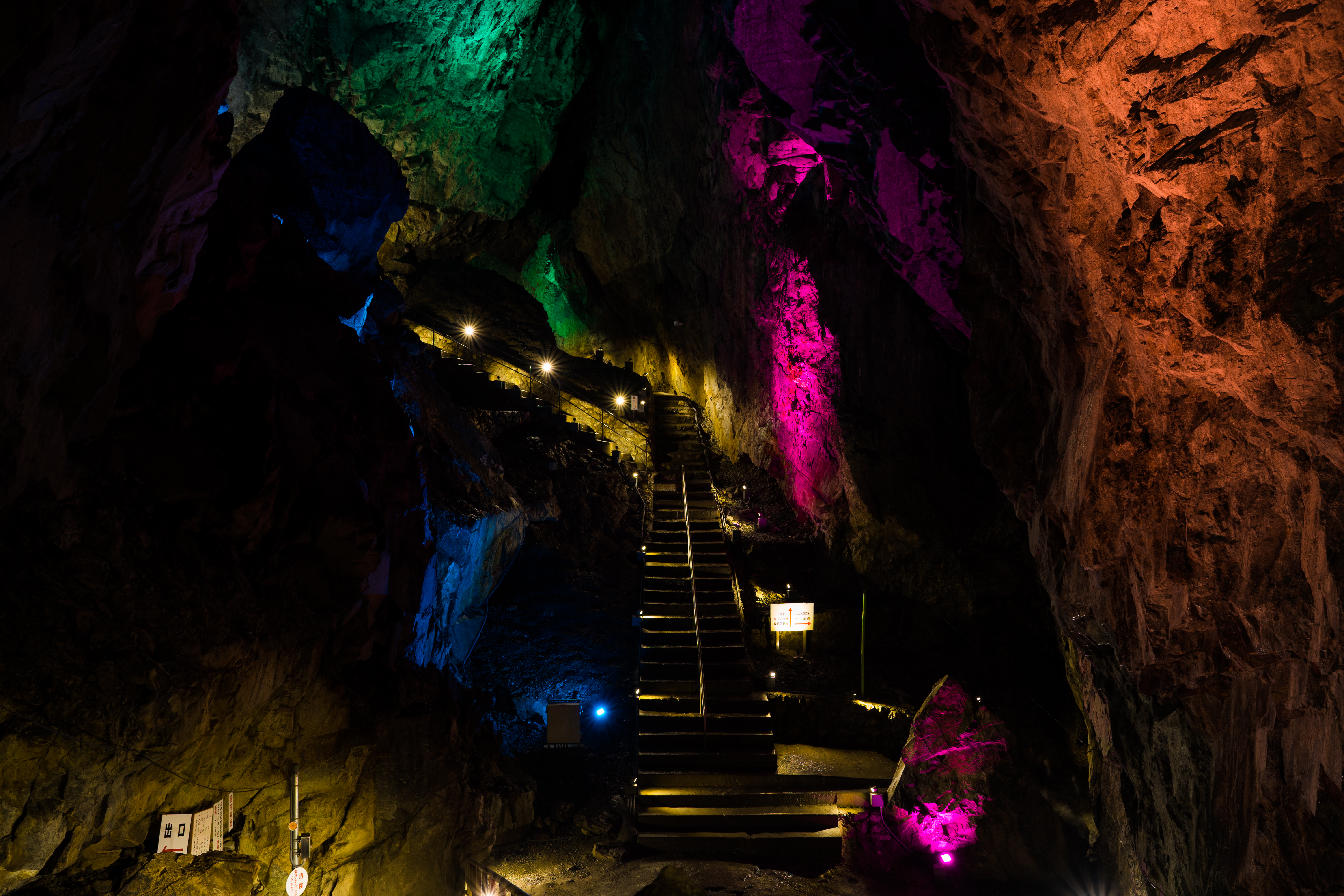
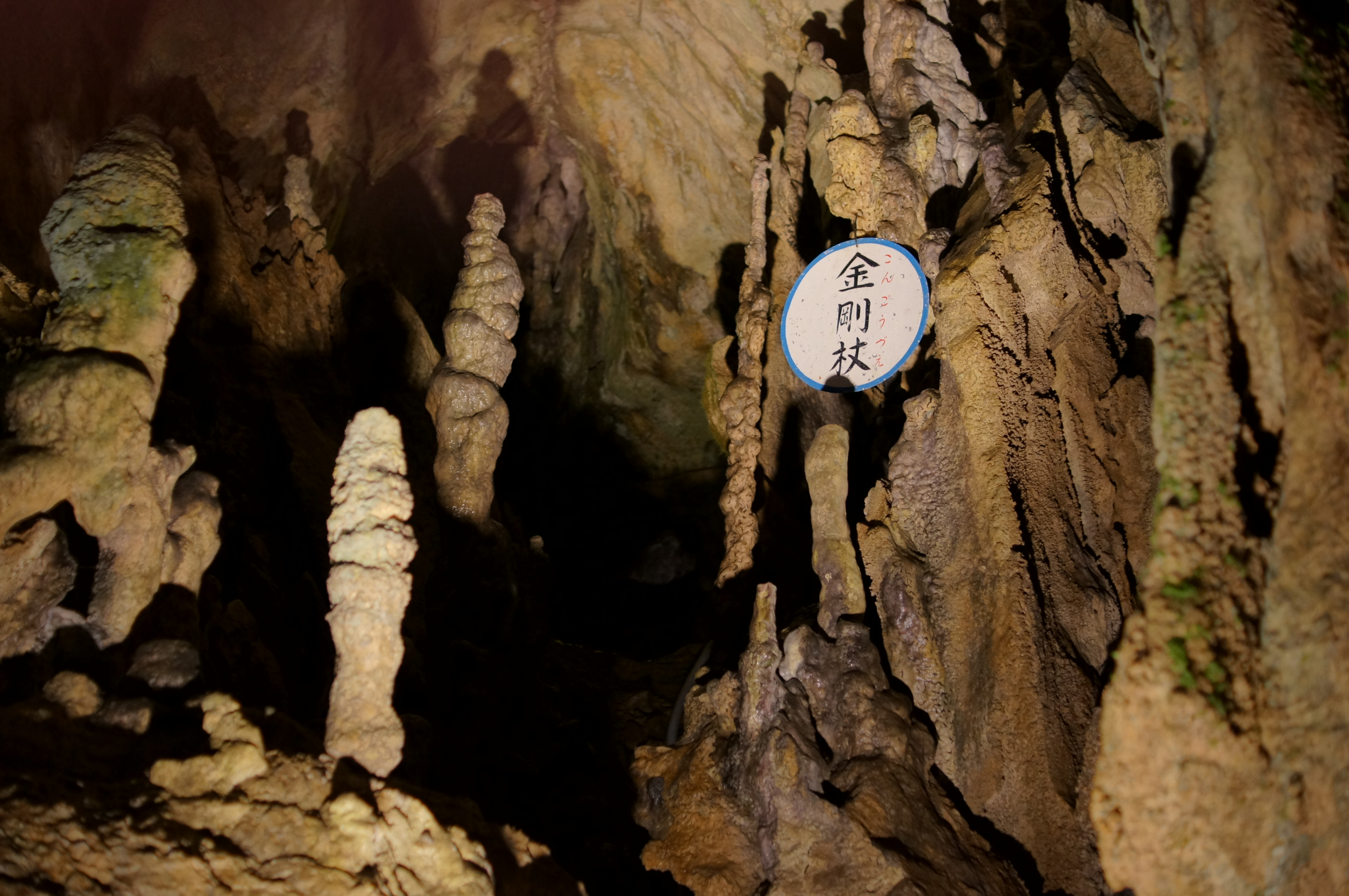

## السياحة
الكهف مفتوح على مدار العام تقريبًا ما عدا الأيام من 30 ديسمبر وإلى 3 يناير، ساعات العمل تمتد بين (9:00 ص - 5:00 م) خلال الصيف والخريف وبين (9:00 ص - 4:30 م) خلال الشتاء والربيع.
رسوم دخول الكهف تبلغ (800 ين) للبالغين، و(600 ين) لطلاب المدارس المتوسطة، و(500 ين) لطلاب المدارس الإبتدائية، مع وجود تخفيض (100 ين) عن كل شخص للمجموعات التي تتكون من 25 فرد أو أكثر.

## النقل
يمكن الوصول إلى الكهف خلال 30 دقيقة حافلات نيشي طوكيو [الإنجليزية] إنطلاقًا من محطة أوكوتاما [الإنجليزية] حتى موقف الحافلة الذي يبعد مسير 5 دقائق عن الكهف.
بالسيارة يمكن استخدام طريق طوكيو رقم 204، لكن الطريق ضيق ومليء بالإنعطافات وسبق أن أغلق نتيجة إنهيار صخري عام 2014، ثم أعيد إفتتاحه سنة 2018.